# Jerzy Gąssowski
Jerzy Filip Gąssowski (ur. 23 sierpnia 1926 w Siedlcach, zm. 1 lutego 2021 w Pułtusku) – polski archeolog, nauczyciel akademicki Uniwersytetu Warszawskiego i na Wydziale Historycznym Akademii Humanistycznej im. Aleksandra Gieysztora w Pułtusku.

## Życiorys
Studia archeologiczne ukończył w 1951 na Uniwersytecie Warszawskim. W 1958 obronił pracę doktorską Osadnictwo wczesnośredniowiecznej Sandomierszczyzny. W 1979 otrzymał tytuł profesora nauk humanistycznych. W latach 1978–1980 był wicedyrektorem Polish Studies Center Indiana University w Bloomington (USA). W latach 1984–1987 był dyrektorem Ośrodka Studiów Amerykańskich Uniwersytetu Warszawskiego, a w latach 1987–1989 dyrektorem Instytutu Archeologii Uniwersytetu Warszawskiego. Pełnił funkcję dyrektora Instytutu Antropologii i Archeologii Akademii Humanistycznej im. Aleksandra Gieysztora w Pułtusku.
Prowadził badania w zakresie archeologii wczesnego średniowiecza i sztuki pradziejowej, w Polsce, Wielkiej Brytanii, Bułgarii oraz we Francji.
Przy wsparciu Fundacji Leopolda Kronenberga Citi Handlowy 2004-2005 prowadził wykopaliska we Fromborku, podczas których został odnaleziony szkielet Mikołaja Kopernika (Ołtarz Krzyża Św.).
Pochowany na cmentarzu komunalnym Północnym na Wólce Węglowej w Warszawie – kw. B-IV-1 (kolumbarium), rząd 10, grób 32.

## Wybrane publikacje
- Ziemia mówi o Piastach, 1960
- Aleksander Gardawski, Jerzy Gąssowski, Polska starożytna i wczesnośredniowieczna, Państwowe Zakłady Wydawnictw Szkolnych, Warszawa 1961
- Narodziny średniowiecznego świata, 1970
- Z dziejów polskiej archeologii, 1970
- Irlandia i Brytania w początkach średniowiecza w świetle badań archeologicznych, 1973
- Mitologia Celtów, Wydawnictwa Artystyczne i Filmowe, Warszawa 1978, ISBN 83-221-0110-4
- Z archeologią za pan brat, Iskry, Warszawa 1983, ISBN 83-207-0361-1
- Kultura pradziejowa na ziemiach Polski, PWN, Warszawa 1985, ISBN 83-01-05421-2
- Prahistoria Sztuki, 1994, ISBN 83-86469-01-3
- Indianie Ameryki Północnej. Od początków po wiek XIX, 1996, ISBN 83-85660-19-4